# Armonía

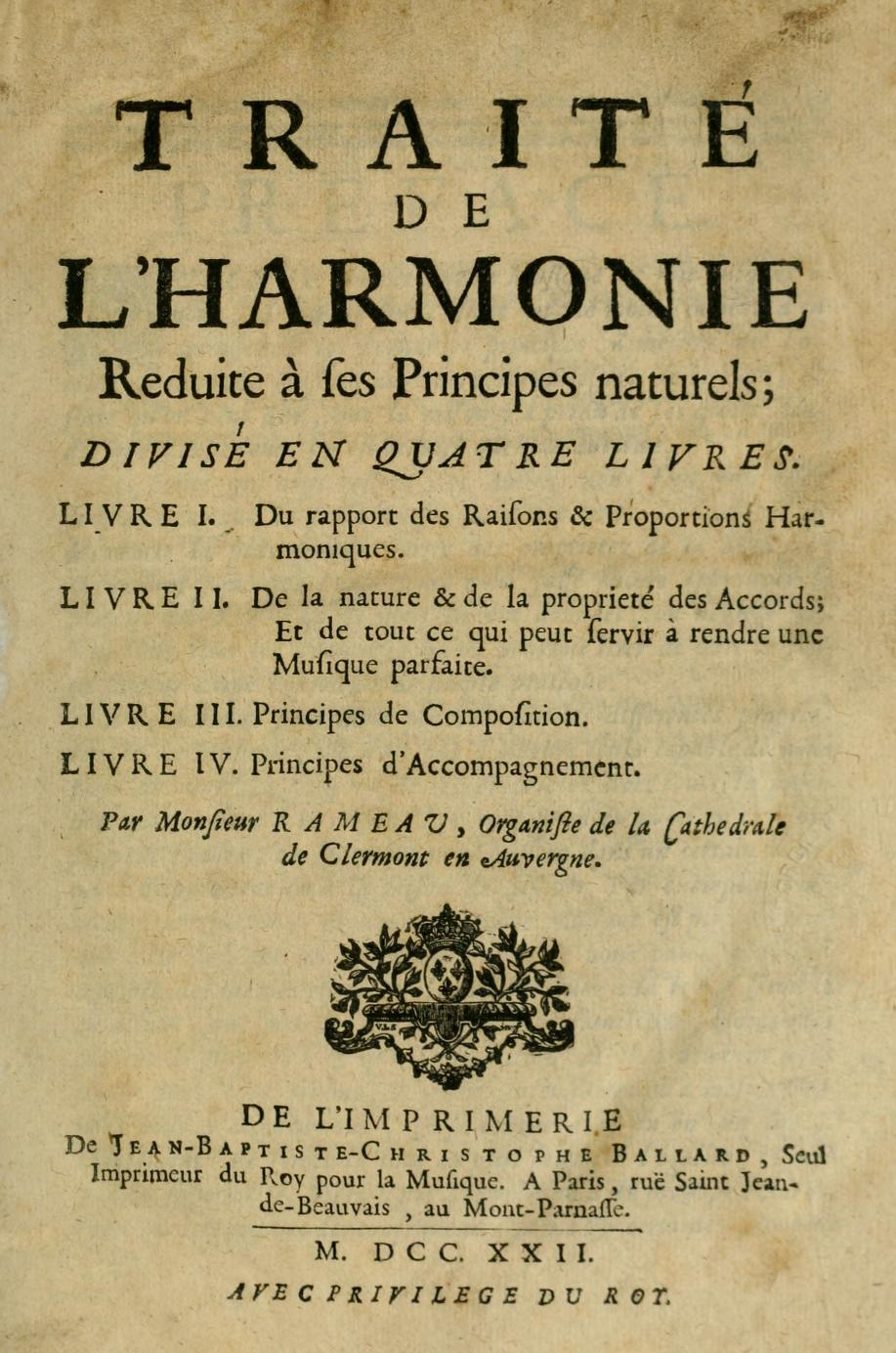
Traité de l’harmonie de Jean-Philippe Rameau.

La armonía o harmonía es el estudio de la técnica para enlazar acordes (notas simultáneas), también engloba conceptos como ritmo armónico. Desde una perspectiva general, la armonía es el equilibrio de las proporciones entre las distintas partes de un todo, y su resultado siempre connota belleza. En música, el estudio de la armonía implica los acordes y su construcción, así como las progresiones de acordes y los principios de conexión que los rigen. Por lo general se suele entender que la armonía hace referencia al aspecto «vertical» de la música (notas simultáneas, que en la partitura se escriben una sobre otra), que se distingue del aspecto «horizontal» (la melodía, formada por la sucesión de notas, que se escriben una detrás de otra). En ocasiones la armonía puede ser desplegada de manera melódica.

## Etimología
El vocablo «armonía» deriva del griego ἁρμονία (la diosa Harmonía), que significa ‘acuerdo, concordancia’ y este del verbo ἁρμόζω (hermoso): ‘ajustarse, conectarse’. Sin embargo, el término no se utilizaba en su acepción actual de armonía polifónica (relación ordenada entre varias melodías superpuestas, formando un todo que mantiene cierta autonomía respecto de cada una de las partes), ya que la ejecución simultánea de notas distintas (exceptuando las octavas, que el oído humano percibe como idénticas) no formó parte de la práctica musical de Occidente hasta entrada la Edad Media.

## Definiciones
Las definiciones habituales de la armonía suelen describirla como la «ciencia que enseña a constituir los acordes y que sugiere la manera de combinarlos de la forma más equilibrada, consiguiendo así sensaciones de relajación, sosiego (armonía consonante), o de tensión y vibraciones hirientes (armonía disonante o dispuesta)». 
Esta diferencia entre sonidos «consonantes» y «disonantes» tiene una base acústica: todo sonido incluye dentro de sí a varios sonidos que suenan con menor volumen (el original sería la nota «fundamental» y los menores, sus «armónicos»). Cuando la combinación de diversos sonidos incluye a varias notas que son armónicos de la misma fundamental, tales combinaciones serán percibidas como «consonantes». Este interés por relacionar los conceptos de consonancia y disonancia con la naturaleza provienen, en su codificación académica, del siglo XX, y del marco cultural del positivismo. Los autores positivistas, como Helmholtz, trataron de explicar estos conceptos de consonancia y disonancia — los cuales resultan fundamentales para el estudio del estilo musical — a partir de la física del sonido con los mismos presupuestos que los biólogos, físicos y demás científicos de su época: la idea de que existía una base científica en la naturaleza que podía ser descubierta y aprovechada para el beneficio y progreso de la humanidad.
Ahora bien, en la percepción humana no solo intervienen factores físicos, sino también (y sobre todo) factores culturales. Lo que un hombre del siglo XV percibía como consonante, puede sonar estridente para uno del siglo XXI, y una combinación de sonidos que sugiere una sensación de reposo a un japonés puede no sugerírsela a un mexicano. A partir de la década de 1980 comenzó a aparecer un corpus considerable de estudios centrados en la percepción humana de la música, no desde el punto de la percepción psicológica — tal y como presenta Janet Wydom Butler en su manual—, sino desde el punto de vista de su interpretación por un sujeto que pertenece a una cultura determinada. Tal es el campo de estudio de la actual psicosociología de la música.
De esta manera, el estudio en occidente de la armonía que trata de presentarla fundamentada sobre elementos acústicos, tratando de acercar su análisis al análisis científico, es solo un intento de legitimar como válida universalmente una práctica musical concreta. Este intento es el característico de la musicología en sus inicios en el siglo XIX, el cual tuvo un marcado sesgo eurocéntrico.

## Historia
En la música de la Antigua Grecia, el vocablo se usaba más bien como un sistema de clasificación de la relación entre un tono grave y otro agudo. En la Edad Media, el término se usaba para describir dos tonos que sonaban en combinación, y en el Renacimiento el concepto se expandió para denotar tres tonos sonando juntos.
El Traité de l’harmonie (1722), de Rameau, fue el primer texto acerca de la práctica musical que incluía el vocablo «armonía» en el título. Sin embargo, no significa que esa fuera la primera discusión teórica acerca de este tema.
Como todo texto teórico (particularmente de esta época), se basa en la observación de la práctica; Rameau observa la práctica musical de su época y elabora algunas reglas, otorgándole una supuesta validez universal. Especial importancia tiene en su desarrollo el fenómeno de la resonancia armónica para la justificación de los distintos elementos.
Este y otros textos similares tienden a relevar y codificar las relaciones musicales que estaban íntimamente vinculadas con la evolución de la tonalidad desde el Renacimiento hasta fines del periodo romántico.
El principio que subyace a estos textos es la noción de que la armonía sanciona la armoniosidad (los sonidos que complacen) si se adapta a ciertos principios compositivos preestablecidos.

## Estudio de la armonía
Como otras disciplinas humanas, el estudio de la armonía presenta dos versiones: el estudio descriptivo (es decir: las observaciones de la práctica musical) y el estudio prescriptivo (es decir: la transformación de esta práctica musical en un conjunto de normas de supuesta validez universal).
El estudio de la armonía solo se justifica en relación con la música occidental, ya que la Occidental es la única cultura que posee una música «polifónica», es decir, una música en la que se suele ejecutar distintas notas musicales en forma simultánea y coordinada. De modo que, a pesar de que el estudio de la armonía pueda tener alguna base científica (por ejemplo la Serie armónica), las normas o las descripciones de la armonía tienen un alcance relativo, condicionado culturalmente. También ocurre en los aspectos del ritmo y la melodía musicales.
En la música occidental, la armonía es la subdisciplina que estudia el encadenamiento de diversas notas superpuestas; es decir: la organización de los acordes.
Se llama «acorde» a la combinación de tres o más notas diferentes que suenan simultáneamente (o que son percibidas como simultáneas, aunque sean sucesivas, como en un arpegio). Cuando la combinación es solo de dos notas, se le llama «Notas Dobles» o Intervalo armónico.
La idea de vertical y horizontal es una metáfora explicativa, relacionada con la disposición de las notas musicales en una partitura: verticalmente se escriben las notas que se interpretan a la vez, y horizontalmente las que se interpretan en forma sucesiva. Sin embargo, también forma parte del estudio de la armonía las sucesiones horizontales de acordes, y su efecto sobre el fluir general de la música.
En la escolástica musical, el contrapunto es una disciplina complementaria a la armonía (y que se confunde con ella), pero que se centra más en la elaboración de melodías que sean combinables simultáneamente que en los acordes resultantes de tal combinación. Es decir: se centra más en la percepción de las partes que en la del todo. Como disciplina creativa (y no como disciplina académica), el contrapunto tuvo su auge durante el Barroco, particularmente con la figura de Johann Sebastian Bach.

## Desarrollo
Melodía, contrapunto y armonía están totalmente interrelacionados.
Tradicionalmente, la armonía funciona como acompañamiento, armazón y base de una o más melodías.
La melodía (dimensión horizontal de la música) es una sucesión (en el tiempo) de sonidos. Para acompañarla, se hace que sean pertenecientes a acordes, que la enriquecen con otros sonidos que adornan y suavizan, o bien generan tensión, es decir, que producen efectos expresivos, complementando la melodía gracias a las sutiles relaciones que entablan entre sí (integrándose perfectamente la melodía con los acordes, es decir, con la armonía).

### Armonía tonal o funcional

La armoniosa tríada mayor se compone de tres tonos, que sigue este ratio de frecuencia: 6:5:4.

-Cuando hablamos de melodía nos referimos al aspecto horizontal de la música. -Cuando hablamos de armonía nos referimos al aspecto vertical de la música, es decir, a los sonidos simultáneos que llamamos intervalos y acordes. -Cuando hablamos de tonalidad nos referimos a un conjunto de materiales armónicos que responde a la atracción gravitatoria de un centro tonal. - Cuando hablamos de funciones armónicas nos referimos a la manera en que esos materiales armónicos se relacionan entre sí y respecto a su centro tonal. -Cuando hablamos de armonía funcional nos referimos al estudio de los diferentes tipos de materiales armónicos, los distintos sistemas en que pueden agruparse y su comportamiento funcional dentro de ellos.
Aunque resulta incómodo intentar una definición de tonalidad, podemos decir que es un sistema de organizar las alturas (notas) de los sonidos, sistema que imperó durante unos tres siglos como sistema único, siendo usado por barrocos, clásicos y románticos.
Esto no nos acaba de decir lo que es la tonalidad: lo que la caracteriza fundamentalmente es que en este sistema las alturas de los sonidos están sometidas a una jerarquía, en la que hay un sonido principal del que dependen todos los demás, que a su vez no tienen especial significación salvo por su relación con el principal.
Pero hay algo importante, y es que el sonido principal puede ser en principio cualquiera. Esto es, una altura dada puede corresponder a un sonido principal en una obra, y esa misma altura ser en otra obra un sonido subordinado a otro principal. Por lo mismo, el sonido principal no es tanto un sonido, sino una función que recae sobre un sonido.
Por ello el nombre de armonía funcional (de la función que cumple cada sonido) es más idóneo que el de armonía tonal (nombre que se comenzó a usar cuando los compositores del siglo XX comenzaron a experimentar con el sistema contrario, la atonalidad).
Un acorde son tres o más sonidos simultáneos superponiéndose a distancia de tercera, según la teoría de Rameau. Para saber si es mayor o menor hay que analizar la tercera que está sobre la nota fundamental. Si esa nota, la generadora del acorde, está en la parte más grave, el acorde está en estado fundamental; si no, está invertido.

### Grados
Toda tonalidad tiene siete grados, cuyos nombres son: 
- I (tónica, la nota fundamental, la que da el tono)
- II (supertónica)
- III (modal, si está a dos tonos de la tónica -tonalidad mayor-, o mediante, si se halla a tono y medio de la tónica -tonalidad menor-)
- IV (subdominante)
- V (dominante, la que aparece de manera más recurrente en la melodía)
- VI (superdominante, aunque es más efectiva a efectos estructurales la denominación submediante)
- VII (sensible, si está a un semitono de la tónica -tonalidad mayor-, o subtónica, si está a un tono de la tónica -tonalidad menor-)

### Funciones
Cada uno de estos grados cumplirá una función tonal, determinada por su relación y gravedad con el centro. Las funciones clásicas son las de Tónica -representada por el I grado -, Dominante - representada por el V grado - y Subdominante - representada por el IV grado-. Los demás tiene una relación con estas funciones dependiendo del teórico que las clasifique. 

### Clasificación
Los acordes pueden clasificarse en:
- perfectos mayores, cuando presentan un intervalo de tercera mayor (dos tonos sobre la tónica) y quinta justa (tres tonos y un semitono sobre la misma tónica),
- perfectos menores, que tienen una tercera menor (un tono y un semitono) y una quinta justa,
- disminuidos, que tienen una tercera menor y una quinta disminuida (dos tonos, dos semitonos) y
- aumentados, que tienen una tercera mayor y una quinta aumentada (tres tonos y dos semitonos).

En una escala de modo mayor, el I, IV y V grado son acordes perfectos mayores, el II, III y VI acordes perfectos menores, y el VII un acorde disminuido.
En una escala de modo menor, el I y IV grado son acordes perfectos menores, el II y VII son acordes disminuidos (visto que, en la escala menor armónica, al VII grado se le aumenta medio tono) y el III es aumentado (por lo mismo). Los grados restantes se omiten, pues serían mayores.
Los mejores grados o grados tonales son el I, IV y V. Los grados menos importantes o débiles son el II y el VI. Los grados muy débiles son el III y el VII.
Lo básico para enlazar acordes es hacerlo en estado fundamental, sin preocuparse de la musicalidad.
Una forma de enlace entre acordes es guardando notas comunes, es decir, una nota del primer acorde se repite en el segundo (se puede alargar la del primero, manteniéndola mediante una ligadura). El resto de notas que forme el acorde deberá de moverse hacia un intervalo lo más próximo posible. 
Otra forma de enlazar acordes es no guardar notas comunes, en cuyo caso el movimiento que lleve la nota principal, idealmente, será opuesto al que realice el resto de notas que tenga el acorde. Se consigue más musicalidad al haber un dinamismo (movimientos contrarios) en el movimiento de las notas del acorde, es decir, si unas ascienden, que desciendan las otras, y viceversa.
La nota principal del acorde corresponde a la voz del bajo, y el resto no tiene una jerarquía fija. Al tratarse de 4 voces (que de abajo hacia arriba serán llamadas bajo, tenor, alto y soprano), los acordes se pueden enlazar de distinta manera dependiendo del uso que se quiera hacer de ellos.
- Un movimiento paralelo son dos voces que siguen una misma dirección o sentido (ambas ascienden, o bien, ambas descienden) usando el mismo intervalo.
- Un movimiento oblicuo lo realizan una voz que repite la nota (o la alarga) y otra voz que asciende o desciende.
- Un movimiento directo son dos voces moviéndose en el mismo sentido, pero con intervalos distintos (lo que lo diferencia del movimiento paralelo).
- Un movimiento contrario son dos voces que se mueven en distinto sentido (ninguna se repite o alarga, antes bien una asciende y otra desciende, no importa cuál).

En movimientos como el paralelo o el contrario pueden surgir problemas armónicos, como que haya dos octavas consecutivas o dos quintas justas consecutivas, formadas por las mismas voces (octavas paralelas o quintas paralelas, consideradas la peor trasgresión a las reglas de la armonía), aunque existe una excepción en el caso de las quintas, siempre y cuando no se produzca sobre voces extremas (bajo y soprano): la segunda quinta deberá ser aumentada o disminuida.
El movimiento directo también presenta problemas armónicos. Si se da entre voces extremas (mencionadas anteriormente), la voz de la soprano deberá moverse por grado conjunto (ascender o descender solo un grado).
En partes intermedias (voces centrales o una voz central y otra extrema), una de esas dos voces deberá moverse por grados conjuntos, o ese enlace será considerado erróneo. En el caso de las quintas hay una excepción: si en el segundo acorde, entre las voces involucradas, apareciese una nota común al acorde anterior.
Entre voces contiguas, habrá que evitar la octava directa.

### Tensión y reposo
Desde hace varios siglos se descubrió que algunas combinaciones de acordes producen una sensación de tensión mientras que otras producen reposo.
Algunos acordes, en un determinado contexto, tienen un sentido conclusivo y otros un sentido transitorio (aunque en realidad esto es relativo y depende de su relación con el conjunto de la composición).
En la música académica europea (desde el final del siglo XVII hasta comienzos del XX), hasta el oído menos cultivado puede distinguir cuándo está próximo o distante el final de una frase musical.
La armonía tradicional de los estilos renacentista, barroco, clásico y romántico se conoce como armonía tonal, ya que está basada en el sistema tonal, teniendo una fuerte función estructural, siendo determinante en la forma musical de una determinada composición.
A partir del período romántico (siglo XIX), empieza a utilizarse con más fuerza el valor colorista de la armonía, debilitando paulatinamente la función estructural de la armonía tonal, e introduciendo cada vez más modalismos, proceso que culmina con la aparición de compositores impresionistas, nacionalistas y experimentalistas (atonalidad, dodecafonismo, etc.) que utilizarán una armonía más libre y modal.

### En la música popular
La música popular urbana más difundida en la actualidad tiene, en su mayoría, una construcción tonal. Esta puede variar en complejidad, y en muchos casos presenta tintes modales. Por ejemplo, está el caso de la chacarera, que a veces usa el modo dórico, o el del flamenco, que utiliza el modo frigio (cadencia andaluza).